# Elan (Apfel)
Elan ist eine Sorte des Kulturapfels (Malus domestica). Elan wurden aus James Grieve und Golden Delicious in den Niederlanden gezüchtet.

## Beschreibung und Anbau
Elan ist ein eher großer Apfel, der rund und bauchig ist. Die Grundfarbe ist gelb oder goldgelb, er ist auf der Sonnenseite rot gestreift. Seine Schale ist glatt und trocken. Der Geschmack variiert relativ stark je nach Anbau und kann von undifferenziert saftig und süß bis zu einem reichen Aroma mit ausgeprägten süß-saueren Noten reichen.
Der Apfel blüht Anfang Mai. Pflückreif ist Elan im September bis Oktober.

## Geschichte
Elan wurde 1967 in der Versuchsanstalt Wageningen in den Niederlanden gezüchtet und 1984 in den Markt eingeführt.